# Aphonopelma duplex
Aphonopelma duplex är en spindelart som först beskrevs av Chamberlin 1925.  Aphonopelma duplex ingår i släktet Aphonopelma och familjen fågelspindlar. Inga underarter finns listade i Catalogue of Life.